# Aonidia atlantica
Aonidia atlantica är en insektsart som beskrevs av Ferris 1942. Aonidia atlantica ingår i släktet Aonidia och familjen pansarsköldlöss. Inga underarter finns listade i Catalogue of Life.